# Download Accelerator Plus
| Рейтинги     | Рейтинги |
| Издание      | Оценка   |
| ------------ | -------- |
| Компьютерра+ | (v 4.0)  |

Download Accelerator Plus (сокр. «DAP») — условно-бесплатный менеджер загрузок для Microsoft Windows и Mac OS X с закрытым исходным кодом, разработанный «SpeedBit Ltd». Как и все другие программы подобного рода Download Accelerator Plus предназначен для загрузки файлов из Интернета или локальной сети.
Утилита является кроссплатформенным программным обеспечением и распространяется в двух редакциях, Download Accelerator Plus Free (Freeware) и Download Accelerator Plus Premium (Shareware). Бесплатная версия является более скромной по функциональным возможностям, содержит рекламу, а также к ней не предлагается техническая поддержка от разработчиков.

## Возможности
- Возобновление загрузки файла с последнего места его разрыва.
- FTP-клиент.
- Интеграция в популярные обозреватели Интернета (Internet Explorer, Mozilla Firefox, Opera, Netscape Navigator, SeaMonkey, Flock и Google Chrome).
- Простой в использовании мастер конфигурации.
- Попытка воспроизведения видео- и аудиофайлов во время загрузки.
- Многоязычная поддержка языков (включая русский язык).
- Планировщик задач.
- Установка каталога для сохранения скачанных файлов.
- Одновременная загрузка с нескольких серверов.
- Вывод сообщения по окончании загрузки.
- Поддержка Unicode.
- Менеджер истории.
- Интеграция с антивирусами, а также проверка скачанных файлов на наличие вирусов.
- Многофункциональная настройка и работа с прокси.
- Гибкая настройка автовыключения компьютера.